# Werner Gröning

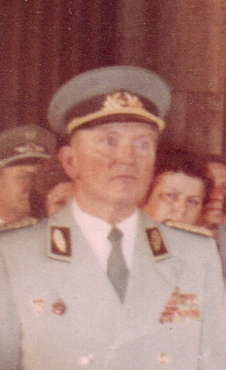
Werner Gröning, 1981

Werner Gröning (* 29. März 1926 in Berlin; † 8. März 2009) war ein deutscher Offizier der Deutschen Volkspolizei (DVP) und von 1975 bis 1986 Polizeipräsident von Ost-Berlin.

## Leben
Der Sohn eines Tischlers besuchte die Volksschule und das Gymnasium mit Kriegsabitur. Während des Krieges wurde er zunächst Luftwaffenhelfer, dann als Soldat zur Wehrmacht eingezogen. 
Nach seiner Entlassung aus der Kriegsgefangenschaft kehrte er nach Berlin zurück, trat 1946 in die Deutsche Volkspolizei (DVP) und in die KPD/SED ein. Er begann seinen Dienst in der DVP als Wachtmeister der VP im Streifendienst in Berlin-Mitte. Nach dem Besuch der höheren Polizeischule in Berlin-Kaulsdorf war er als Abteilungsleiter im Polizeipräsidium Berlin (PdVP) tätig. 1962 wurde er 1. Stellvertreter des Kommandeurs der 1. Grenzbrigade, die die Staatsgrenze in Berlin bewachte und im selben Jahr in die Nationale Volksarmee eingegliedert wurde. Von 1965 bis 1969 war er als Oberst Kommandeur dieser Grenzbrigade, die den Namen Grenzbrigade „13. August“ erhielt. Gröning studierte an der Militärakademie Friedrich Engels. Dann wechselte er wieder zur Deutschen Volkspolizei und wurde Leiter der Hauptabteilung Bereitschaften im Ministerium des Innern (MdI). Am 26. Juni 1973 wurde er von Erich Honecker zum Generalmajor ernannt und stellvertretender Leiter der Hauptinspektion im Ministerium des Innern. Vom 22. Mai 1975 bis 6. Januar 1986 war er als Nachfolger von Horst Ende Präsident der Volkspolizei von Ost-Berlin und zugleich Mitglied der SED-Bezirksleitung Berlin. Von 1976 bis 1986 war er auch Abgeordneter der Stadtverordnetenversammlung von Berlin. Am 29. Juni 1979 wurde er zum Generalleutnant befördert und war von 1986 bis 1989 Leiter der Verwaltung Ausbildung im MdI. 
Er lebte zuletzt als Rentner in Zeuthen und war Mitglied des Vereins Gesellschaft zur Rechtlichen und Humanitären Unterstützung e.V. Gröning starb drei Wochen vor Vollendung seines 83. Lebensjahres.

## Auszeichnungen
- 1983 Orden Banner der Arbeit Stufe I
- 1985 Scharnhorst-Orden
- 1986 Vaterländischer Verdienstorden in Gold[7]